# Europs frugivorus
Europs frugivorus is een keversoort uit de familie kerkhofkevers (Monotomidae). De wetenschappelijke naam van de soort werd in 1928 gepubliceerd door Willis Stanley Blatchley.